# Roddy McDowall
Roderick "Roddy" McDowall (født 17. september 1928 i London, Storbritannien, død 3. oktober 1998 i Studio City, Los Angeles, Californien), var en britiskfødt amerikansk skuespiller.

## Filmografi
- Kidnapped (1948)
- Den Pokkers Kat (1965)
- Hjernevask (1966)
- Abernes planet (1968)
- Hokus Pokus Kosteskaft (1971)
- Truslen fra Abernes Planet (1971)
- Oprør på abernes planet (1972)
- Kampen om abernes planet (1973)
- Funny lady (1975)
- Årgang 1984 (1982)
- Gysertimen (1985)
- Gysertimen 2 (1988)
- Junglebogen 2 - Mowgli & Baloo (1997)